# Morti nel 1330
| Questa pagina contiene informazioni ricavate automaticamente dalle voci biografiche con l'ausilio del template Bio e di un bot. L'aggiornamento è periodico e automatico e ricostruisce completamente la pagina. Se manca una persona in questa lista, sei pregato di non aggiungerla, ma accertati piuttosto che la sua voce biografica contenga il template Bio e che i dati anagrafici siano correttamente compilati. Se il template Bio manca, inseriscilo tu stesso o, in alternativa, metti l'avviso {{tmp\|Bio}} che ne segnala la mancanza. Se i dati riportati sono sbagliati, correggi direttamente la voce biografica; le modifiche saranno visibili in questa lista entro pochi giorni. Per chiarimenti vedi il progetto biografie. La lista contiene solo le 35 persone che sono citate nell'enciclopedia e per le quali è stato implementato correttamente il template Bio. Pagina aggiornata al 2 mag 2025. |

- 13 gennaio - Federico I d'Asburgo, nobile (n. 1289)
- 21 gennaio - Giovanna II di Borgogna, regina (n. 1291)
- 28 gennaio - Ramberto Malatesta, condottiero italiano
- 10 febbraio - Giovanni I di Namur, marchese (n. 1267)
- 16 marzo - Betto di Alliata, politico, diplomatico e mercante italiano
- 19 marzo - Edmondo Plantageneto, I conte di Kent, principe inglese (n. 1301)
- 17 aprile - Feliciano Zach, militare ungherese
- 24 aprile - Audfinn Sigurdsson, vescovo cattolico norvegese
- 3 maggio - Alessio II di Trebisonda, imperatore bizantino (n. 1282)
- 6 maggio - Bartolomeo Pucci-Franceschi, presbitero italiano
- 30 giugno - Canuto Porse, nobile danese
- 12 luglio - Isabella d'Aragona, principessa (n. 1302)
- 23 luglio - Michele Asen III di Bulgaria, sovrano bulgaro
- 26 luglio - Eufemia di Pomerania, regina danese (n. 1285)
- 25 agosto - James Douglas, condottiero scozzese (n. 1286)
- 28 settembre - Elisabetta di Boemia, regina (n. 1292)
- 20 ottobre - Berengario di Landorra, religioso e arcivescovo cattolico francese (n. 1262)
- 18 novembre - Werner von Orseln, tedesco
- 24 novembre - Guillaume de Durfort, arcivescovo cattolico francese
- 29 novembre - Ruggero Mortimer, I conte di March, nobile inglese (n. 1287)
- Uthman ibn Abi al-Ula, nobile arabo
- Aonghas Óg di Islay, scozzese
- Astesano di Asti, giurista, teologo e francescano italiano
- Abu Sulayman Banakati, storico persiano
- Filippo Bencivenne, vescovo cattolico italiano
- Giovanni di Carignano, presbitero e cartografo italiano
- Rossellino Della Tosa, politico e nobile italiano (n. 1260)
- Tommaso Gozzadini, letterato italiano (n. 1260)
- Huang Daopo, inventrice cinese
- Lorenzo Maitani, scultore e architetto italiano
- Walter Odington, compositore, scienziato e alchimista inglese
- Judah ben Moses Romano, filosofo e traduttore italiano
- Teofilo, arcivescovo ortodosso lituano
- Giacomo di Maiorca, principe spagnolo (n. 1274)
- Cunizza da Carrara, nobildonna italiana